# Pelindaba
Pelindaba está instalada cerca de la Presa de Hartbeespoort, al oeste de la ciudad de Pretoria, en la República de Sudáfrica. Este complejo fue el principal centro de investigación nuclear en Sudáfrica. Es en este centro que la bomba de Sudáfrica fue diseñada, construida y almacenada antes de que el último gobierno del apartheid decidió renunciar a su arsenal en 1991.
El reactor de investigación SAFARI-1 ha operado desde 1965, con una potencia de hasta 20 MW. Un acelerador de partículas de 4 MV Van de Graaff funciona para diversos fines en ciencias nucleares. La Corporación de Energía Nuclear de Sudáfrica (South African Nuclear Energy Corporation) o NECSA fue establecida como una empresa pública de la República de Sudáfrica en 1999.